# Irene Zazians
Irene Zazians (en armenio: Իրեն Զազյանց; en persa: ایرن زازیانس‎; 20 de agosto de 1927 – 28 de julio de 2012), conocida simplemente como Irene, fue una actriz iraní de cine y televisión. Trabajó con famosos directores iraníes de la nueva ola  antes y después de la revolución de 1979, como Samuel Khachikian, Amir Naderi, Nosrat Karimi, Masoud Kimiyayi y Alireza Davood Nejad. Sus dos películas posteriores a la revolución, La línea roja, dirigida por Kimiyayi, y La recompensa, de Davood Nejad, fueron prohibidas.
También apareció en cuatro series de televisión. Interpretó a Mahde Olya (la madre de Nasereddin Shah) en Soltan-e Sahebgheran, dirigida por Ali Hatami en 1976. Su papel en Hezar Dastan, otra serie dirigida por Ali Hatami, fue eliminado. Tras la revolución iraní, se le prohibió participar en actividades artísticas. Viajó a Alemania, donde volvió a formarse como esteticista. Regresó a Irán en 1986, durante la época más dura de la guerra entre Irán e Irak. Su última actuación en el cine fue en Shirin en 2008, una película de Abbas Kiarostami. Murió de cáncer de pulmón en 2012 en Teherán.

## Primeros años y carrera
Irene nació en el seno de una familia armenia que había emigrado a Babolsar, Irán tras sobrevivir al genocidio armenio perpetrado por los turcos otomanos. Su padre se llamaba Alexander Zazians y su madre Varia. Su padre era de Armenia occidental, mientras que su madre era de Armenia oriental. Irene era su cuarta hija, pero los tres primeros murieron por causas como enfermedades. Estudió en la escuela "Shahdokht" de Babolsar. Comenzó a actuar en el teatro Ferdowsi cuando tenía 19 años. En 1951 se unió al grupo Noushin del teatro Sa'di, donde actuó en obras como Lady Windermere's Fan, de Oscar Wilde. A los 16 años se casó con Mohammad Asemi, también actor del teatro Noushin.

## Carrera cinematográfica
Tras algunos años en el teatro, se incorporó a la industria cinematográfica en 1958, actuando en películas como The Man who Suffered, dirigida por Mohammad Ali Jafari, y Awaited, de Ataollah Zahed. Su siguiente película fue The Messenger from Heaven, dirigida por Samuel Khachikian, también armenio iraní. En aquella época, las mujeres iraníes no podían actuar con ropa sexy, pero como Irene era de familia armenia, no tuvo esa limitación y lució un traje de baño de dos piezas  en The Messenger from Heaven. La película estuvo en pantalla cuatro días, pero luego se repitió cinco veces por sus escenas tabú. En 1958, Siamak Yasemi la invitó a actuar en una película titulada The Spring of Life. Esta fue la primera película de Mohammad Ali Fardin. A principios de la década de 1970 trabajó con muchos directores iraníes de la nueva ola, como Amir Naderi (Goodbye Friend), Masoud Kimiyai (Baluch), Khosrow Haritash (Speeding Naked till High Noon) y Shapoor Gharib (The Rooster).

### Mohallel
Entre sus papeles más aclamados y controvertidos figura la interpretación de una mujer musulmana tradicional iraní en Mohallel mientras era armenia. El término islámico mohallel (Nikah halala) se refiere a un hombre que se casa con una mujer divorciada para que ella pueda casarse con su ex marido cuando ya se han divorciado tres veces. Las parejas no pueden volver a casarse por cuarta vez hasta que la exesposa se case con otro hombre, para asegurarse de que el divorcio no se toma a la ligera.
Nosrat Karimi dirigió la película Mohallel en 1972. Después de que todas las estrellas iraníes rechazaran el papel, recurrió a Irene, una armenia. Pasó un tiempo en un hogar tradicional iraní para observar su estilo de vida. Sin embargo, algunos mojtaheds chiíes como Morteza Motahhari escribieron amargas críticas de la película en Kayhan. Otros críticos defendieron la actuación de Irene, y Zazians fue nominada a un premio Sepas ese año. La película sólo permaneció tres días en cartelera y fue rendida.

## Carrera televisiva
Actuó en cuatro series de televisión. Una fue Soltan-e Sahebgheran, una serie histórica sobre Nasereddin, sha Qajar, y Amirkabir y su asesinato. Zazians interpretó a Mahd-e Olya, la madre del sha en la serie.  Otra serie de televisión fue Abunasr's Throne (en persa: تخت ِ ابونصر‎), basada en una historia de Sadeq Hedayat y un guion de Ahmad Shamlú. Sus dos últimas series fueron I Love You, I Love You, dirigida por Morteza Alavi, y Hezar Dastan, también de Ali Hatami, que se proyectó tras la revolución iraní con su papel totalmente recortado.

## Vida personal

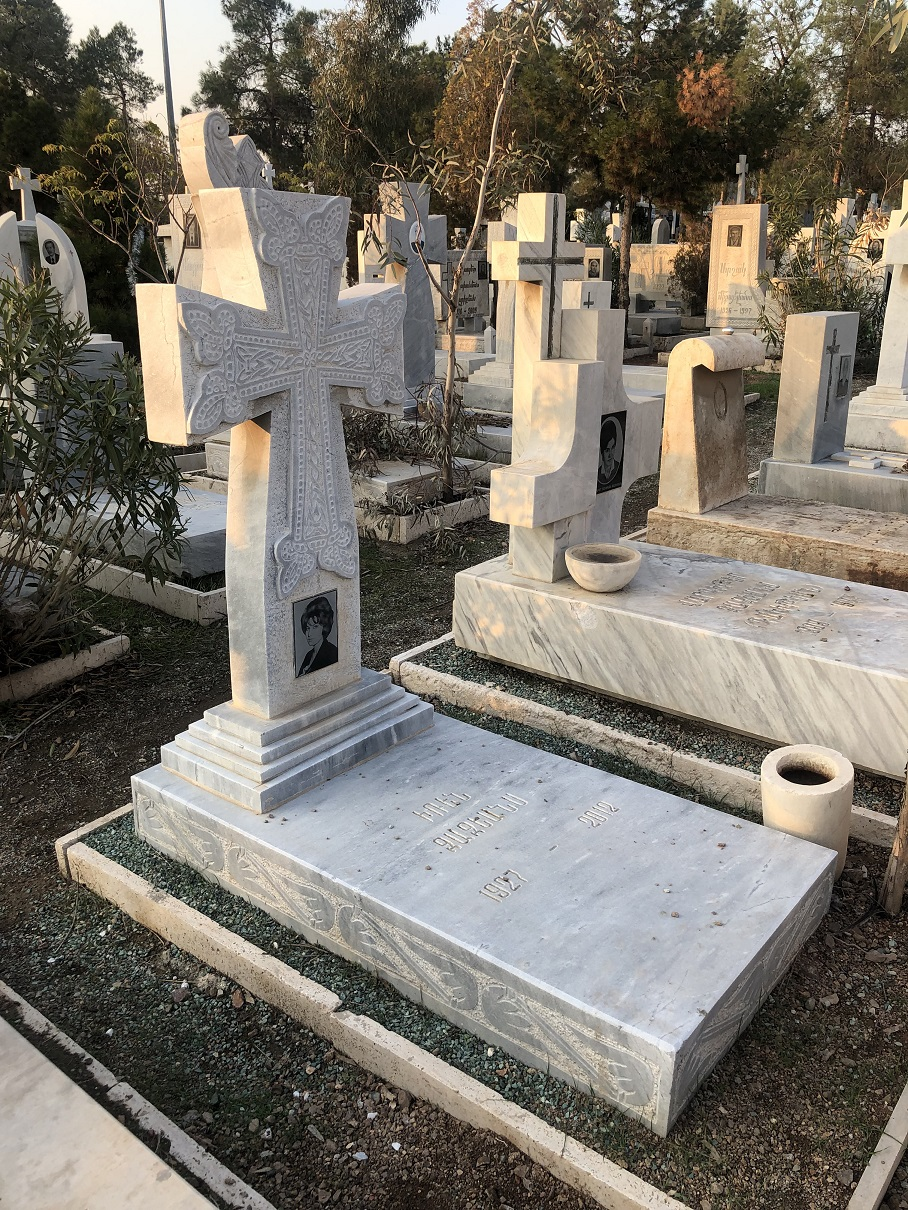
tumba de Irene en Khavaran, Teherán

Zazians se casó dos veces; la primera, cuando tenía 16 años, con Mohammad Asemi, actor del grupo Noushin. Asemi también era poeta y escritor y militaba en el Partido Tudeh de Irán. Su matrimonio no fue estable y se divorciaron. A partir de ese matrimonio, Irene pasó a llamarse Irene Asemi, el apellido de su ex-esposo. Después se casó con el director y productor Shahrokh Rafi, que también acabó en divorcio.
Tras la Revolución iraní, a Irene se le prohibió actuar como actriz, por lo que viajó a Alemania para vivir con su hermana.  Sólo permaneció allí dos años y regresó a Irán en 1986. Durante su estancia en Alemania, se recicló en cosmetología y, tras regresar a Irán, también trabajó como esteticista.

## Muerte
Sufrió cáncer de pulmón en la última década de su vida. Se sometió a tres operaciones quirúrgicas y trabajó menos, como le recomendaron sus médicos. Murió el 28 de julio de 2012 en Teherán. Está enterrada en el cementerio armenio de la carretera de Khavaran, en el sureste de Teherán.

## Filmografía
| Año  | Título                        | Título en persa      | Papel              | Director             | Notas               |
| ---- | ----------------------------- | -------------------- | ------------------ | -------------------- | ------------------- |
| 1958 | The Man Who Suffered          | مردی که رنج می‌برد    |                    | Mohammad Ali Jafari  | [ 13 ]              |
| 1958 | Awaited                       | چشم‌به‌راه             |                    | Ataollah Zahed       | [ 13 ]              |
| 1959 | The Messenger from Heaven     | قاصد بهشت            |                    | Samuel Khachikian    | renderizado         |
| 1960 | The Spring of Life            | چشمه‌ آب حیات         |                    | Siamak Yasemi        |                     |
| 1961 | The Black Pearl               | مروارید سیاه         |                    | Mehdi Reisfirooz     |                     |
| 1962 | The Shadow of the Fate        | سایه‌ سرنوشت          |                    | Esmaeel Kooshan      |                     |
| 1963 | Dread                         | دلهره                | Roshanak Niknezhad | Samuel Khachikian    |                     |
| 1963 | The Shore is not far          | ساحل دور نیست        | Simin              | Sardar Saker         |                     |
| 1969 | Noah's Arc                    | کشتی نوح             | Leyla              | Khosrow Parvizi      |                     |
| 1971 | The Son of Zayandeh Roud      | پسر زاینده‌رود        |                    | Hosein Madani        |                     |
| 1972 | Subah-o-Shyam                 | همای سعادت           |                    | Tapi Chanakya        | Indo-Iranian film   |
| 1972 | Amoo Yadegar                  | عمو یادگار           |                    | Parviz Kardan        |                     |
| 1972 | Khodahafez Rafigh             | خداحافظ رفیق         |                    | Amir Naderi          |                     |
| 1972 | Nikah Halala                  | محلل                 | Shamsi             | Nosrat Karimi        | renderizado         |
| 1972 | The Triple Bed                | تخت‌خواب سه‌نفره       |                    | Nosrat Karimi        |                     |
| 1973 | The Doctor                    | حکیم‌باشی             |                    | Parviz Noori         |                     |
| 1973 | Balouch                       | بلوچ                 | Farangis           | Masoud Kimiyai       |                     |
| 1974 | The Rooster                   | خروس                 | La mujer           | Shapoor Gharib       |                     |
| 1974 | The Translator Akbar          | اکبر دیلماج          | madre de Akbar     | Khosrow Parvizi      |                     |
| 1974 | Chasing to Hell               | تعقیب تا جهنم        |                    | Robert Ekhart        |                     |
| 1975 | Red Hair                      | موسرخه               | Nayyer             | Abdollah Ghiabi      |                     |
| 1976 | Dotted Daddy                  | بابا خال‌دار          | madre de Abdol     | Masoud Asadollahi    |                     |
| 1977 | Anxiety                       | اضطراب               | Shahla             | Samuel Khachikian    |                     |
| 1977 | The Last Supper               | شام آخر              | Esmat              | Shahyar Ghanbari     |                     |
| 1977 | Speeding Naked till High Noon | برهنه تا ظهر با سرعت |                    | Khosrow Haritash     |                     |
| 1980 | The Friend's Stabbing         | زخم خنجر رفیق        |                    | Azizollah Bahadori   |                     |
| 1980 | Soltan-e Sahebgharan          | سلطان صاحبقران       | Mahd-e Olya        | Ali Hatami           | serie de televisión |
| 1984 | The Reward                    | جایزه                |                    | Alireza Davood Nejad | prohibida en Irán   |
| 1984 | The Red Line                  | خط قرمز              | madre de Lale      | Masoud Kimiai        | prohibida en Irán   |
| 2008 | Shirin                        | شیرین                | Ella misma         | Abbas Kiarostami     |                     |